# Kiarapayung (Klari)
Kiarapayung is een bestuurslaag in het regentschap Karawang van de provincie West-Java, Indonesië. Kiarapayung telt 2364 inwoners (volkstelling 2010).